# Сульфаны
Сульфа́ны (полисероводороды) — соединения серы и водорода с общей формулой H2Sn с n от 2 до 23. Сульфаны с n = 1—9 были выделены в индивидуальном виде

## Свойства
Сульфаны представляют собой тяжёлые маслянистые жидкости, обладающие резким запахом и имеющие большие значения показателя преломления. Низшие сульфаны и их соли имеют жёлтую окраску, а с увеличением значения n окраска сульфанов и их солей сменяется на красную для (S92-). В отсутствие доступа кислорода сульфаны сохраняют устойчивость при 0 °C в отсутствие воздуха, наиболее устойчив персульфид водорода H2S2. Сульфаны в любом соотношении смешиваются с бензолом, диэтиловым эфиром, сероуглеродом, хлороформом. Дисульфан H2S2 способен растворять элементную серу.
При хранении при комнатной температуре сульфаны постепенно отщепляют H2S, при этом образуются сульфаны с большим значением n, а при нагревании в вакууме выше 100 °C претерпевают термический распад. Сульфаны относительно устойчивы при pH<7, но их распад ускоряется при действии окислителей, воздуха, воды, спиртов.
Сульфаны являются токсичными веществами.

## Получение
Сульфаны синтезируют действием соляной кислоты на соответствующие полисульфиды натрия. Если используется смесь полисульфидов натрия, то образуется смесь сульфанов, которую разделяют фракционной перегонкой в вакууме.

## Применение
Некоторое применение находят производные сульфанов — полисульфиды, дихлорсульфаны (Дихлориды полисеры), а также их органические производные (дисульфанедииды).